# Japanische Invasion der Shortland-Inseln
1941

Thailand – Malaiische Halbinsel – Pearl Harbor – Hongkong – Philippinen – Guam – Wake – Force Z – Borneo
1942

Burma – Rabaul – Singapur – Sumatra – Timor – Australien – Java – Salamaua–Lae – Bougainville/Buka – Shortland-Inseln – Indischer Ozean – Port Moresby – Tulagi – Korallenmeer – Midway – Nordamerika – Buna-Gona – Kokoda-Track – Nauru/Ocean Island
Die Japanische Invasion der Shortland-Inseln fand am 30. März 1942 während des Pazifikkriegs im Zweiten Weltkrieg statt.

## Vorgeschichte
Während ihres Vordringens in die Südsee hatte das Japanische Kaiserreich am 23. Januar 1942 Rabaul auf Neubritannien erobert und baute den dortigen Hafen und die umliegenden Flugfelder zu einem strategisch bedeutenden militärischen Stützpunkt aus. Um Rabaul vom Osten zu schützen, war die Einnahme der nördlichen Salomoneninsel Bougainville geplant. Das Hauptquartier der 4. Flotte wollte so schnell wie möglich nach Abschluss der Invasion von Lae und Salamaua, dass die 8. Special Base Force Schlüsselgebiete der nördlichen Salomonen einnimmt und sich dort positioniert. Um die südliche Flanke gegen Angriffe der Alliierten zu schützen und einen Ausgangspunkt zur Versorgung der eigenen Truppen im von ihnen zu besetzenden Tulagi zu besitzen, sollten die Shortland-Inseln eingenommen werden.

## Die Shortland-Inseln
Direkt vor der Südspitze von Bougainville gelegen bildeten die Inseln einen idealen Ausgangspunkt für japanische Schiffe, die den sogenannten Slot in Richtung der südlichen Salomonen zur Nachschublieferung befahren sollten. Die Insel Shortland, auch einheimisch „Alu“ genannt, ist mit etwa 21 Kilometer Länge und 16 Kilometer Breite die größte Insel im Archipel. Sie ist stark bewaldet und die Küste ist größtenteils von Korallenriffen gesäumt. Im Südosten liegen Kulitana Bay und die Insel Faisi. Im Süden liegt die Insel Poporang und der Tuha-Kanal. Im Südwesten liegt die Insel Magusaiai. Im Südosten liegt Shortland Harbour.
Die japanische Bezeichnung für die Insel Shortland war Shi-you-to-ran-do Shima. Ihr Code war RXE.

## Die Invasion
Der Kommandant der Invasionstruppe, Konteradmiral Kanazawa Masao, übernahm das direkte Kommando über die 30. Zerstörerdivision. Er kam aus Truk auf seinem Flaggschiff, dem Zerstörer Mutsuki, am 28. März in Rabaul an. An Bord befand sich eine aus zwei Zügen bestehende Marine-Speziallandungseinheit. Für Schutz sorgten die 6. und 18. Staffel.
Die Kaiserlich Japanische Marine lief am 30. März 1942 mit ihren Schiffen im Hafen von Shortland ein. Sie landeten gegen 2 Uhr morgens die zwei Züge der Marine-Speziallandungseinheit an, die auf keinerlei Widerstand trafen. Ein Zug blieb in Shortland, um mit dem Bau einer Wasserflugzeugbasis zu beginnen, der andere bestieg am Nachmittag wieder die Schiffe, die anschließend in Richtung Kieta auf Bougainville abfuhren. Die Wasserflugzeugbasis der Japaner lag im Tuha-Kanal zwischen Shortland, Poporang und Faisi und grenzte an den Hafen von Shortland. Vor Shortland, Poporang und Faisi wurden Anlegeplätze für Wasserflugzeuge erbaut. Zusätzlichen Liegeplätzen gab es in der nahe gelegenen Kulitunai Bay.
Im Laufe des Jahres erbauten die Japaner weitere Wasserflugzeugrampen, etwa in Nila auf der Insel Poporang und bei Lofang am Nordufer der Kulitunai Bay. Alle Einrichtungen erhielten zur Feindabwehr Flugabwehrgeschütze, Artilleriegeschütze und Maschinengewehrstellungen, alle mit Suchscheinwerfern und Radar ausgerüstet.
Die Insel Faisi wurde zum Hauptquartier der japanische 8. Flotte. Da die Japaner einen alliierten Angriff auf die Shortland-Inseln befürchteten wurde die Garnison auf Faisi auf 5000 Mann aufgestockt.
Auf der Insel Ballale errichteten die Japaner ein Flugfeld. Sie hatten dazu dort am 3. November 1942 das 18. Baubataillon in der Stärke von 370 Mann angelandet. Später transportierten sie  517 britische Kriegsgefangene und Einheimische auf die Insel, die beim Bau des Flugfeldes helfen mussten. Die errichtete Start-, Landebahn wurde im Januar 1943 fertiggestellt und erstreckte sich über die komplette Länge der Insel. Das Flugfeld wurde im Laufe des Jahres weiter ausgebaut und diente Bombern und Jagdflugzeugen der Kaiserlich Japanischen Marineluftstreitkräfte und später auch Flugzeugen der Kaiserlich Japanischen Heeresluftstreitkräfte als Zwischenlandeplatz auf ihren Flügen nach Guadalcanal.

## Nach der Invasion

### Die Kriegsgefangenen
Die 517 britischen Kriegsgefangene, die sich im Februar 1942 in Singapur ergaben, im Kriegsgefangenenlager Changi festgehalten und dann nach Rabaul verschifft wurden, mussten auf Ballale schwere körperliche Arbeit für die Japaner verrichten. Es gab für sie keine Medikamente und es war ihnen verboten Schutzunterstände zu graben. Viele starben durch die harte Behandlung oder bei Bombenangriffen der Alliierten. Die Übrigen wurden im März 1943 exekutiert, nachdem der Flugplatz fertiggestellt war und die Japaner eine Landung der Alliierten in der Gegend befürchteten.

### Alliierte Angriffe
Das Flugfeld auf Ballale war wiederholt amerikanischer Bombardierung und Beschuss ausgesetzt, so dass ab Mitte Oktober 1943 die verbliebenen japanischen Flugzeuge in flugfähigem Zustand nach Norden abgezogen wurden. Da es weder Nachschub noch Verstärkung gab, begann die verbleibende Garnison Getreide anzubauen, um sich selbst mit Nahrung zu versorgen. Aus Verzweiflung versuchten einige Japaner mit leeren Treibstofffässern nach Norden zu schwimmen, um sich den japanischen Streitkräften im südlichen Bougainville anzuschließen. Am Ende des Pazifikkrieges bestand die Garnison der Insel noch aus 480 japanischen Verteidigern, die die verbliebenen Geschütze bemannten.